# Großstadtnacht (film 1932)
Großstadtnacht è un film del 1932 diretto da Fedor Ozep. Il regista diresse con un diverso cast anche la versione francese del film, che prese il titolo Mirages de Paris e che in Italia venne distribuita dalla Minerva come Miraggi di Parigi.

## Produzione
Coproduzione franco-tedesca, il film - girato a Parigi - venne prodotto dalla berlinese Terra-Filmkunst e dalla parigina Pathé-Natan.

## Distribuzione
Il film fu presentato a Vienna il 16 dicembre 1932.
In Germania, distribuito dalla Terra-Filmverleih, uscì nelle sale cinematografiche il 26 gennaio 1933.